# Rui Tavares
Rui Miguel Marcelino Tavares Pereira (Lisboa, 29 de julio de 1972) es un escritor, traductor, historiador y político portugués, que desde 2009 hasta 2014 fue diputado del Parlamento Europeo.

## Biografía
Licenciado en Historia, especialidad Historia del Arte por la Universidade Nova de Lisboa; Máster en Ciencias Sociales por el Instituto de Ciencias Sociales de la Universidad de Lisboa; Doctor en Historia por la École des Hautes Études en Sciences Sociales de París. Es colaborador habitual del diario Público, la revista Blitz y el canal de televisión portugués SIC Noticias. Diputado al Parlamento Europeo de 2009 a 2014, diputado al Parlamento Europeo dentro del Bloque de Izquierdas, integrado como independiente. En el Parlamento Europeo está adscrito al Grupo de Los Verdes / Alianza Libre Europea, forma parte de la Comisión de Libertades Civiles, Justicia y Asuntos de Interior y entre sus actividades parlamentarias ha sido ponente en cuatro informes de la cámara y dos recomendaciones al Consejo Europeo, la mayoría relacionados con la atención a los refugiados, gestión de flujos migratorios, solidaridad y derechos humanos. Fue el ponente del informe sobre la situación de los derechos fundamentales en Hungría tras aprobar dicho país la Ley Fundamental de 2011, en la que la Comisión consideró que se vulneraraban derechos y libertades, se restringían los poderes legislativo y judicial en beneficio del poder ejecutivo y se depreciaba el Tribunal Constitucional, y que el Parlamento Europeo aprobó en los sustancial el 3 de julio de 2013.
Autor de libros sobre historia cultural y política de Portugal, historia y teoría de la Unión Europea, y también de ficción teatral. Traductor de Voltaire, Molière, Balzac y Giordano Bruno.

## Obra destacada
1997. El laberinto de la censura. The Royal Censorship Bureau bajo Pombal (1768-1777) El laberinto de la censura. La Real Junta de Censura de Portugal.
2005. O Pequeno Livro do Grande Terramoto (El librito del gran terremoto), Lisboa, Tinta da China, 2005 [1ª y 2ª ediciones], 2006 [3ª edición]. Mejor libro portugués de no ficción de 2005 Premio Público/RTP “Livro Aberto”. Edición rusa: Небольшая книга о Великом Землетрясении. Очерк 1755 года, San Petersburgo, Prensa de la Universidad Europea de San Petersburgo, 2008.
2006. Pobre e Mal Agradecido (Pobre y mal agradecido) reúne un conjunto de textos de opinión y crítica, abarca temas tan variados como la religión, la política, el arte y la literatura, la enseñanza, los vicios del pensamiento.
2007. O Arquitecto [The Architect], Lisboa, Tinta da China, 2007. Edición brasileña: O Arquiteto , São Paulo, Martins – Martins Fontes, 2008. Una obra de teatro convertida en ensayo sobre Minoru Yamasaki, arquitecto del infame proyecto Pruitt-Igoe (demolido en 1972) y el World Trade Center, blanco de los atentados terroristas del 11 de septiembre de 2001.
2009. O Fiasco do Milénio (El fiasco del milenio). Crónicas publicadas originalmente en la revista Blitz , que abarcan temas a veces íntimos, a veces filosóficos y culturales.
2012. La ironía del proyecto europeo, Lisboa, Tinta da China, 2012. Un ensayo del tamaño de un libro sobre la actual crisis europea y sus orígenes en las historias del siglo XX.
2013. L e censeur éclairé [El censor ilustrado], París, École des Hautes Études en Sciences Sociales. Tesis doctoral, distinguida con la más alta distinción académica francesa, “Très honorable avec félicitations du jury, à l'unanimité”, aún no publicada.